# 이저벨 퍼먼
이저벨 퍼먼(Isabelle Fuhrman, 1997년 2월 25일 ~ )은 미국의 배우이다. 영화 《오펀: 천사의 비밀》(2009)과 《오펀: 천사의 탄생》(2022)의 에스더 역으로 잘 알려져 있다.

## 출연 작품

### 영화
- 오펀: 천사의 비밀 (2009) - 리너 클래머 / 에스더 역
- 새미의 어드벤쳐 (2010) - 목소리
- 코쿠리코 언덕에서 (2011) - 영어 더빙
- 헝거게임: 판엠의 불꽃 (2012) - 클로브 역
- Don't Let Me Go (2013)
- 애프터 어스 (2013) - 크레디트 미기재
- 눈의 여왕2: 트롤의 마법거울 (2014) - 알피다 역 (목소리)
- 셀: 인류 최후의 날 (2016) - 앨리스 맥스웰 역
- 다운 어 다크 홀 (2018) - 이지 역
- 더 노비스 (2021) - 앨릭스 역
- 이스케이프 룸 2: 노 웨이 아웃 (2021) - 클레어 역 (확장판)
- 오펀: 천사의 탄생 (2022) - 리너 클래머 / 에스더 역

### 텔레비전
- 고스트 위스퍼러 (2008)
- 핀과 제이크의 어드벤처 타임 (2013, 2020) - 목소리
- 마스터스 오브 섹스 (2015)